# 桕墅方家
桕墅方家 （全名：宁波镇海桕墅方方家，又名：桕墅方），方氏家族是浙江省镇海桕墅方的名门望族，这个家族是个企业型的大集团，也是“宁波商帮”的一大成员。她的第一代早在鸦片战争前就来到上海，在其第二、三代之鼎盛时期，曾被称之为“执上海商界之牛耳”
，被美国人文科学院院士Susan Mann Jones教授称为：“19世纪初至20 世纪30年代，镇海方氏家族是上海宁波商帮中最有权势和最负盛名的家族”。 到第五代方液仙时，他不但在商业上成了“日化大王”，还在抗日救国期间被称为“国货大王”，为国人抵制舶来货作出了贡献，是中国爱国民族资本家的一个典范。
方氏家族的形成和发展的过程，在一定程度上反映了“宁波商帮”发展的过程，也反映了中国民族资本主义发展的过程。

## 第一代
方氏家族第一代创业人物：
方亨宁（1772年—1840年）字建康，乾隆后期方建康在家乡经商，嘉庆年间他来上海发展。数年后，方建康开设了自己的“方泰和”糖行，兼营南北货，生意相当兴隆。他的后代因在家乡先建新居，因此他的这一系被称为“老方”。
方亨黉（1783年—1846年）字介堂，是建康的堂弟，早在18世纪末、19世纪初，他在舅父的资助下，从事多种商业活动。六、七年间积得资金白银数百两，于嘉庆年间在上海开设“方义和”糖行。因人手不够，召集其族内亲戚来沪协助管理。由于他的后代在家乡后建新居，因此他的这一系被称为“新方”。 
方建康和方介堂以沪为基地，向津、汉、宁、杭及长沙、宜昌等地发展，经营范围也扩大至粮食、南北货、钱庄等，使镇海方家逐渐发展成为沪上著名的金融和工商业家族，他们是镇海方氏家族集团第一代创业者和事业的奠基人。

## 第二代
方氏家族第二代代表人物，老方系有仰乔，新方系有润斋、梦香和性斋三人。 

### 老方
老方方仰乔是建康的独子。他继承父业方泰和糖业外，1870年在上海开设的元大亨钱庄，其后相继又开设了7家。与此同时，在宁波开设同和、咸和、祥和、谦和、恒和、大和、元亨、元通等8家；在杭州开设豫和、赓和2家。

### 新方
新方方润斋和方梦香都是方介堂的侄子，他们除经营糖业外，梦香专门负责外贸，润斋开始扩大钱庄、生丝、土布、杂货等业务。1830年，润斋在南市开设履和钱庄，这是方家在沪开设的第一家钱庄，也是上海较有规模的最早的钱庄。随后润斋又在北市开设了履和分庄，称北履和。 鸦片战争后，润斋看准形势，在上海开设方振记字号，专营生丝、茶叶和洋布生意。其后，润斋及其后裔与人合伙投资开设安裕、承裕、赓裕、复康等四家钱庄。其中承裕钱庄信誉极好，存放款在100万两以上,在当时的各大钱庄中居于首位。
润斋、梦香去世后，新方的生意由七弟性斋负责经营。在性斋掌管下方家的生意更为发达，据上海密勒氏评论报1925年发行的《中国名人录》(英文本)记载：“方性斋是早期租界上最早的主要商人之一，他从茶、丝生意中发了财，他的名字常出现在租界的记录中，是十分有名望的。”此时上海人称方性斋为七老板。性斋在短短几年内又在沪增设多家钱庄。此时，新方在做钱庄业的同时，还买下了南市郭仁里和北市兴仁里等多处地产。
方家第二代（新、老两方），用商业获得的利润，再投入金融和地产业，并扩大其祖上业务。 被上海密勒氏评论报称为：“镇海方家”不仅是上海钱业的开创者，也是“钱业为南北市巨擘”。

## 第三代
方氏家族第三代代表人物：老方系方仰乔的长子振玉、次子蓉舟、三子鼎甫和新方系方润斋的独子黼臣；性斋的长子芯畴、次子樵苓（舜年）。
老方和新方系的第三代承上启下，以经营钱业为主并向其它行业拓展。在这一时期里，方家成为上海九大钱业家族集团之首。

### 方家的42家钱庄
老方：（上海）元大亨、晋和、元益、敦和、元祥、会余、益和、森和。 （宁波）同和、咸和、祥和、谦和、恒和、大和、元亨、元通。 （杭州）豫和、赓和。
新方：（上海）同裕、尔康、安康、延康、五康、允康、寿康、安裕、钧康、承裕、和康、彙康、赓裕、庶康、元康、乾康、复康。 （汉口）同康。（杭州）慎裕。（宁波）敦裕、益康、瑞康、义生、成裕。 （注解：除24家中有四家与人合资外，其它均独资）

### 方家的商业范围
除经营钱庄业外，老方和新方还经营多种商业：糖业、沙船、银楼、丝绸、棉布、药材、南北货、典当、渔业、书业、房地产业等。营业范围：以上海为中心，覆盖镇海、宁波、绍兴、杭州、湖州、南浔、南京、汉口、宜昌、长沙、沙市等地，成为名闻江南的家族集团企业。

## 第四代

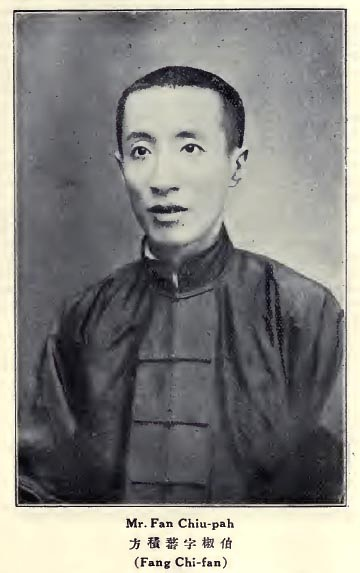
方椒伯像

方氏家族第四代代表人物：新方二房润斋的孙子季扬和七房性斋的孙子椒伯两人。
二房方季扬少年先在宁波钱庄学业，满师后回沪经营上海的家族钱庄并进行大改组。他投入更多资金，不仅以投资人身份出现，而更进一步掌握钱庄经营管理权，使方家的钱庄业蒸蒸日上，避免了多次在全国范围里钱庄业出现的金融风波。方家的钱庄业直到解放初才停止营业。1920年他又参与侄子方液仙所创办的中国化学工业社。
七房方椒伯也彻底改变上代的守成作风，敢于开掘新局面，使方氏家族史翻开新的一页。他在管理家业的同时也热心于社会。辛亥革命上海光复，他参加中华民国协济会，协筹军需。 “五四”运动期间，方椒伯等发起组织上海各业同业公会及各地旅沪同乡会等70余团体的“各公团联合会”，被推为会长。上海股票商业公会改组成立上海华商证券交易所，他参加筹组，被推为董事。他曾连任二次上海总商会副会长，他还当过银行公会会董、公共租界纳税华人会理事长和复旦大学校董。中华人民共和国成立后，1955年起方椒伯任上海市政协委员。

## 第五代
方氏家族第五代代表人物：老方系：方子卫、方子重、方之藩等，新方系方液仙、方稼荪、方哲民等。
方氏家族的第五代，投资领域从传统的糖业、钱庄、商贸、航运、银楼、地产、到现代的银行、证券、钢铁、日化、化工、轻工、制药、无线电等新兴工业。
其中家族第五代的方液仙，他不仅是方氏家族中的出色一员，也是“宁波帮“的出色一位，他被业界称为“日化大王”和“国货大王”，是爱国民族企业家的一个典范。（其事迹请按方液仙）

## 方氏宗祠考
友广闻礼 

明廷宗上 

元亨仁义 

积善之家 

必有余庆 

资富能训 

惟以永年 

修齐治平 

继往开来 